# Hulvã
Hulvã (em árabe: حلوان; romaniz.: Hulwan) foi um antiga cidade da Cordilheira de Zagros, no Iraque Ocidental, localizada na entrada do Passo de Paitaque, atualmente identificada com a vila de Sarpol-e Zahab. Segundo estimado pelos estudiosos árabes, teria sido fundada durante o Império Sassânida pelo xá Cavades I (r. 488–496, 498–531), entretanto estudiosos modernos rejeitam esta teoria, associando-a com a antiga cidade assíria de Chalmanu (Khalmanu) e sua sucessora Cala, que fora capital distrital de Calonita, no Império Selêucida. Durante o Império Sassânida Tardio, Hulvã passou a chamar-se em persa médio "Vitorioso Cavades" (Peroz Kavadh), um nome preservado em sua forma arabizada (Firuz Qubadh).
Sob Cosroes II (r. 590–628), Hulvã passou a fazer parte do Distrito Ocidental do Império Sassânida. Com a Batalha de Cadésia em 636, Isdigerdes III (r. 632–651) refugiou-se na cidade, porém teve de abandoná-la para os árabes após sua derrota na Batalha de Julala em 637; ela seria conquistada por Jarir em 640. Na década seguinte, Hulvã serviu como posto fronteiriço na ainda em curso conquista muçulmana da Pérsia, e foi o local onde os dissidentes persas seriam assentados pelos califas. Sob a égide dos califados muçulmanos, a cidade prosperou nos séculos seguintes como uma cidade comercial e ponto de encontro de viajantes. No século XI, foi controlada por anázidas e cacuídas. Em 1046, foi arrasada pelos turcos seljúcidas e em 1049, um terremoto completou sua destruição.

## História
A tradição árabe tardia, como relatado por Atabari, considerou a cidade uma fundação sassânida datando do reinado do xá Cavades I (r. 488–496, 498–531), mas ela é mais antiga: foi conhecida desde tempos assírios como Chalmanu (Khalmanu), quando localizava-se na fronteira entre a Babilônia e Média. Durante o Império Selêucida, foi conhecida como Cala (em grego: Χάλα) e tornar-se-ia capital do distrito de Calonita (em latim: Χαλωνῖτις; romaniz.: Chalonitis). Segundo Diodoro Sículo, o nome deriva do assentamento de gregos da Beócia feitos cativos por Xerxes I (r. 486–465 a.C.), que fundaram a cidade de Celonas (em latim: Celonae; em grego: Κέλωναι; romaniz.: Kélonai).
Sob o Império Sassânida, o distrito de Hulvã foi chamado "A Alegria de Cosroes, o Vitorioso" (em persa médio: [Khusraw] Shadh Peroz), e a cidade provavelmente era "Vitorioso Cavades" (Peroz Kavadh). Após a conquista muçulmana da Pérsia, as palavras foram arabizadas e tornar-se-iam conhecidas, respectivamente, [Khusraw] Shadh Firuz e Firuz Qubadh. Embora o resto da Média pertenceu ao distrito (kust) do Norte, sob Cosroes II (r. 590–628) a cidade foi incorporada ao distrito do Ocidente, junto com a Mesopotâmia, pois os governantes sassânidas começaram a usar a Cordilheira do Zagros como retiro de verão fora da capital de Ctesifonte, sobre a planície mesopotâmica.

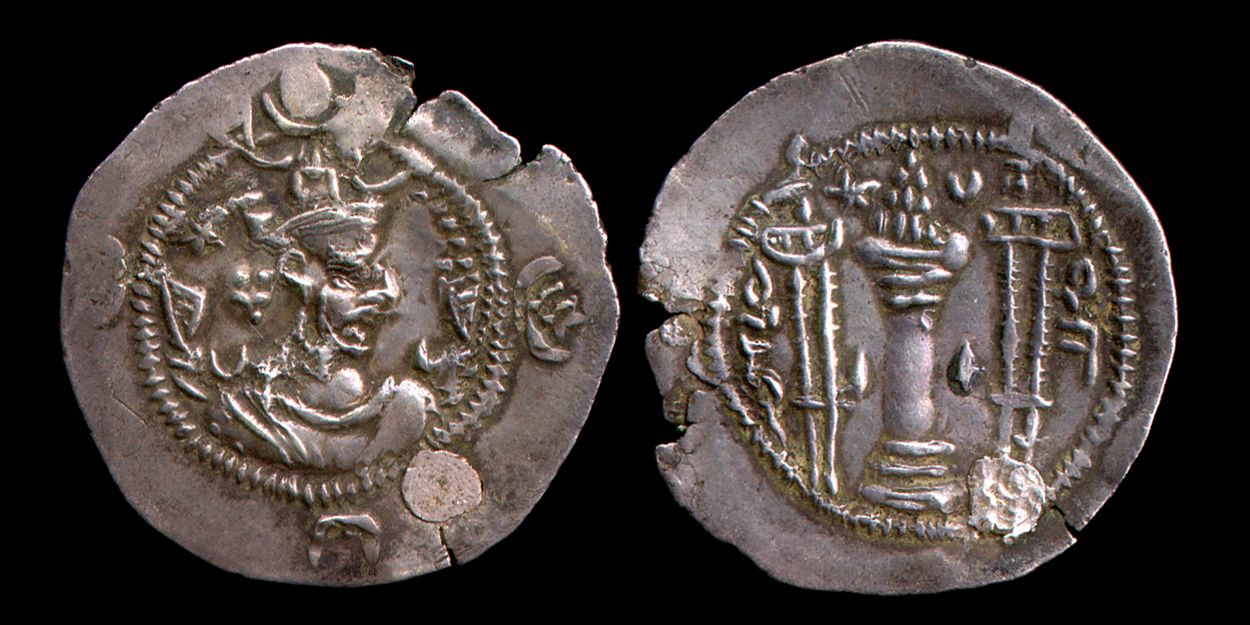
Dracma do xá (r. 488–496, 498–531)

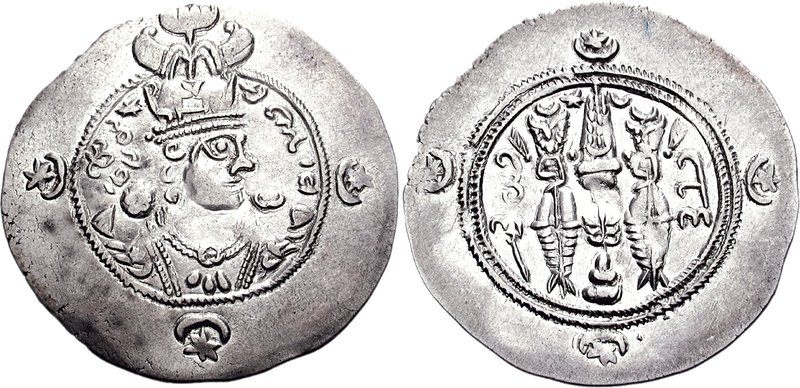
Dracma do xá r.

Após a batalha de Cadésia em 636, o último governante sassânida, Isdigerdes III (r. 632–651), tomou refúgio em Hulvã por um tempo durante sua fuga de Ctesifonte. Após outra pesada derrota na Batalha de Jalula em 637, Isdigerdes deixou Hulvã para as províncias orientais de seu reino, e a cidade caiu para as mãos dos árabes sob Jarir em 640. No começo dos anos 640, a cidade foi de importância estratégia como um posto de fronteira entre as terras baixas mesopotâmicas e o planalto iraniano ainda controlado pelos sassânidas, e foi guarnecida com tropas, incluindo desertores persas (os Khamra), que foram assentados ali sob os califas ortodoxos.
No período islâmico inicial, até o século X, a cidade é descrita "como uma cidade florescente em um distrito fértil produzindo muitas frutas" (L. Lockhart). Estava situada sobre a Estrada do Coração, e foi a primeira cidade da província de Jibal a tonar-se um ponto de intrincamento de viajantes a leste de Bagdá. No entanto, como no período sassânida, esteve fiscalmente vinculada com as terras baixas mesopotâmicas (o Sauade). Sob o califa omíada Moáuia I (r. 661–680), tornou-se a capital do Jibal Ocidental (Mah al-Kufa).
Segundo o viajante do século X ibne Haucal, a cidade tinha metade do tamanho de Dinavar, e suas casas foram construídas com pedra e tijolo. Embora o clima fosse quente, tâmaras, romãs e figos cresceram abundantemente. Segundo a obra do século X Os Limites do Mundo, os figos da cidade eram desidratados e amplamente exportados, enquanto Mocadaci adiciona que a cidade foi cercada por um muro com oito portões, e inclusive, ao lado de uma mesquita, um sinagoga judaica.
A cidade também foi uma província metropolitana da Igreja do Oriente entre os séculos VIII e XII.[carece de fontes?] Em torno do fim do século XI, a cidade foi governada pela semi-independente dinastia anazida, até serem expulsos pelos cacuídas. Foi tomada e incendiada pelos turcos seljúcidas em 1046, enquanto um terremoto em 1049 completou a destruição da cidade. Embora reconstruída, nunca recuperou sua antiga prosperidade, e é atualmente conhecida como a pequena vila de Sarpol-e Zahab.